# Krasne (rejon złoczowski)
Krasne (ukr. Красне) – osiedle typu miejskiego w rejonie złoczowskim obwodu lwowskiego Ukrainy. Znajduje się tu stacja i węzeł kolejowy Krasne.
Miejscowość założona w 1476, wieś starostwa grodowego buskiego na początku XVIII wieku. Status osiedla typu miejskiego posiada od 1953. Liczy ponad 6 tysięcy mieszkańców.
W 1920 w okolicach Krasnego toczyły się walki polskiej 6 Dywizji Piechoty gen. Mieczysława Lindego z oddziałami 1 Armii Konnej Siemiona Budionnego.
W II Rzeczypospolitej miejscowość była siedzibą gminy wiejskiej Krasne w powiecie złoczowskim województwa tarnopolskiego.
W latach 1940–1941 i 1944–1959 siedziba rejonu kraśnieńskiego.
Urodził się tu Stanisław Tadeusz Zapotoczny – żołnierz Armii Andersa i Polskich Sił Zbrojnych, oficer Armii Krajowej, podporucznik łączności czasu wojny, cichociemny.
Do 2020 w rejonie buskim. 